# Pedricktown
Pedricktown es un lugar designado por el censo ubicado en el condado de Salem en el estado estadounidense de Nueva Jersey. En el año 2010 tenía una población de 524 habitantes.

## Geografía
Pedricktown se encuentra ubicado en las coordenadas 39°46′02″N 75°24′53″O / 39.76722, -75.41472.

## Economía
Tiene la oficina del Sur de Nueva Jersey de Goya Foods.